# Mariusz Sokołowski
Mariusz Sokołowski (ur. w 1973) – polski policjant i historyk, inspektor Policji w stanie spoczynku, w latach 2007–2015 rzecznik prasowy Komendanta Głównego Policji, doktor nauk humanistycznych, wykładowca Wydziału Nauk Politycznych i Studiów Międzynarodowych Uniwersytetu Warszawskiego.

## Życiorys
Absolwent Wyższej Szkoły Policji w Szczytnie, którą ukończył w 1996 roku. W 1998 roku ukończył studia na kierunku dziennikarstwo i komunikacja społeczna na Uniwersytecie Warszawskim. W 2001 roku uzyskał na Uniwersytecie Warmińsko-Mazurskim w Olsztynie stopień doktora nauk humanistycznych w zakresie historii na podstawie rozprawy pt. Policja a społeczeństwo w okresie międzywojennym.
Do 2003 roku był pracownikiem naukowo-dydaktycznym Wyższej Szkoły Policji w Szczytnie, zaś do 2013 roku – adiunktem Wydziału Prawa i Administracji Uniwersytetu Warmińsko-Mazurskiego w Olsztynie. Do 2016 roku wykładowca Wszechnicy Polskiej-Szkoły Wyższej w Warszawie. Od 2013 roku pracownik naukowo-dydaktyczny Uniwersytetu Warszawskiego. Najpierw był adiunktem w Instytucie Nauk Politycznych Wydziału Dziennikarstwa i Nauk Politycznych, Uniwersytetu Warszawskiego, następnie – od 2016 roku – adiunktem tegoż Instytutu na Wydziale Nauk Politycznych i Studiów Międzynarodowych.
Od lutego 2004 roku pełnił funkcję rzecznika prasowego Komendanta Stołecznego Policji. Od 2007 do 2015 roku był rzecznikiem prasowym Komendanta Głównego Policji. W lipcu 2015 roku wraz z Michałem Wiórkiewiczem założył firmę konsultingową R4S, której wspólnikiem w październiku 2017 roku został Adam Hofman. W 2021 roku odszedł z R4S, zakładając własną agencję. 

## Odznaczenia
- Brązowy Krzyż Zasługi (2005)[8]
- Srebrny Medal za Długoletnią Służbę (2013)
- Złota Odznaka „Zasłużony Policjant”